# Women’s Cricket World Cup 2017
Der Women’s Cricket World Cup 2017 war der elfte Cricket World Cup der Frauen, der im One-Day-Format über 50 Over ausgetragen wurde. Er fand vom 24. Juni bis 23. Juli 2017 in England statt. Im Finale konnte sich England mit 9 Runs gegen Indien durchsetzen.

## Teilnehmer
Der Qualifikationsprozess war in zwei Teile aufgeteilt. Zum einen wurde zwischen August 2014 und November 2016 die ICC Women’s Championship 2014–16 zwischen acht Teams ausgetragen, dessen vier Bestplatzierten Mannschaften sich für die Weltmeisterschaft qualifizierten.
| - Australien - England | - Neuseeland - West Indies |

Die vier unterlegenen Teams und sechs regionale Qualifikanten spielten im Februar 2017 den Women’s Cricket World Cup Qualifier 2017 in Sri Lanka um die vier verbliebenen Plätze. Dabei konnten sich die folgenden Mannschaften durchsetzen.
| - Indien - Pakistan | - Sri Lanka - Südafrika |

## Austragungsorte
Das Turnier wurde in fünf Stadien in England ausgetragen.
| Stadion               | Stadt     | Kapazität |
| --------------------- | --------- | --------- |
| Bristol County Ground | Bristol   | 17.500    |
| County Cricket Ground | Derby     | 9.500     |
| Grace Road            | Leicester | 12.000    |
| Lord’s Cricket Ground | London    | 30.000    |
| County Ground         | Taunton   | 8.500     |

## Format
Die acht Teams spielen in einer Gruppen gegen jede andere Mannschaft einmal. Die ersten vier der Gruppe spielen dann in Halbfinale und Finale den Weltmeister aus.

## Mannschaftskader
Als erstes Team benannte Pakistan am 22. April 2017 seinen Kader. Daraufhin folgten die West Indies am 9. Mai, Indien am 15. Mai, Neuseeland am 16. Mai Australien am 18. Mai und England am 22. Mai.
| WODI | WODI | WODI | WODI |
| Australien | England | Indien | Neuseeland |
| --- | --- | --- | --- |
| - Meg Lanning (K) - Alex Blackwell (VK) - Sarah Aley - Kristen Beams - Nicole Bolton - Ashleigh Gardner - Rachel Haynes - Alyssa Healy (wk) - Jess Jonassen - Beth Mooney (wk) - Ellyse Perry - Megan Schutt - Belinda Vakarewa - Elyse Villani - Amanda-Jade Wellington | - Heather Knight (K) - Tammy Beaumont (wk) - Katherine Brunt - Georgia Elwiss - Jenny Gunn - Alex Hartley - Danielle Hazell - Beth Langston - Laura Marsh - Natalie Sciver - Anya Shrubsole - Sarah Taylor (wk) - Fran Wilson - Lauren Winfield (wk) - Danni Wyatt                                                     | - Mithali Raj (K) - Ekta Bisht - Rajeshwari Gayakwad - Jhulan Goswami - Mansi Joshi - Harmanpreet Kaur - Veda Krishnamurthy - Smriti Mandhana - Mona Meshram - Shikha Paney - Nuzhat Parween (wk) - Poonam Raut - Deepti Sharma - Sushma Verma (wk) - Poonam Yadav | - Suzie Bates (K) - Amy Satterthwaite (VK) - Erin Bermingham - Sophie Devine - Maddy Green - Holly Huddleston - Leigh Kasperek - Amelia Kerr - Katey Martin (wk) - Thamsyn Newton - Katie Perkins - Anna Peterson - Rachel Priest (wk) - Hannah Rowe                                          |
| Pakistan | Sri Lanka | Südafrika | West Indies |
| - Sana Mir (K) - Asmavia Iqbal - Ayesha Zafar - Bismah Maroof - Diana Baig - Ghulam Fatima - Iram Javed - Javeria Khan - Kainat Imtiaz - Marina Iqbal - Nahida Khan - Nain Abidi - Nashra Sandhu - Sadia Yousuf - Sidra Nawaz (wk) - Waheeda Akhtar                      | - Inoka Ranaweera (K) - Chamari Athapaththu - Chandima Gunaratne - Nipuni Hansika - Ama Kanchana - Eshani Kaushalya - Harshitha Madavi - Dilani Manodara (wk) - Hasini Perera - Chamari Polgampola - Udeshika Prabodhani - Oshadi Ranasinghe - Shashikala Siriwardene - Prasadani Weerakkody (wk) - Sripali Weerakkody | - Dané van Niekerk (K) - Trisha Chetty - Moseline Daniels - Marizanne Kapp - Masabata Klaas - Nadine de Klerk - Odine Kirsten - Shabnim Ismail - Lizelle Lee - Suné Luus - Mignon du Preez - Raisibe Ntozakhe - Andrie Steyn - Chloe Tyron - Laura Wolvaardt       | - Stafanie Taylor (K) - Merissa Aguilleira (wk) - Reniece Boyce (wk) - Shamilia Connell - Shanel Daley - Deandra Dottin - Afy Fletcher - Qiana Joseph - Kycia Knight - Kyshona Knight - Hayley Matthews - Anisa Mohammed - Subrina Munroe - Chedean Nation - Shakera Selman - Felicia Walters |

## Resultate

### Vorrunde
Die Ansetzungen der Spiele wurde am 28. März 2017 bekanntgegeben.
Tabelle
| Gruppe A    | Sp. | S | N | NR | P  | NRR    |
| ----------- | --- | - | - | -- | -- | ------ |
| England     | 7   | 6 | 1 | 0  | 12 | +1.295 |
| Australien  | 7   | 6 | 1 | 0  | 12 | +1.004 |
| Indien      | 7   | 5 | 2 | 0  | 10 | +0.669 |
| Südafrika   | 7   | 4 | 2 | 1  | 9  | +1.183 |
| Neuseeland  | 7   | 3 | 3 | 1  | 7  | +0.309 |
| West Indies | 7   | 2 | 5 | 0  | 4  | −1.522 |
| Sri Lanka   | 7   | 1 | 6 | 0  | 2  | −1.099 |
| Pakistan    | 7   | 0 | 7 | 0  | 0  | −1.930 |

Spiele
| 24. Juni Scorecard | Bristol | Sri Lanka 188-9 (50)             | – | Neuseeland 189-1 (37.4) |
|                    |         | Neuseeland gewinnt mit 9 Wickets |   |                         |

Neuseeland gewann den Münzwurf und entschied sich als Feldmannschaft zu beginnen. Als Spielerin des Spiels wurde Holly Huddleston ausgezeichnet.
| 24. Juni Scorecard | Derby | Indien 281-3 (50)          | – | England 246 (47.3) |
|                    |       | Indien gewinnt mit 35 Runs |   |                    |

England gewann den Münzwurf und entschied sich als Feldmannschaft zu beginnen. Als Spielerin des Spiels wurde Smirti Mandhana ausgezeichnet.
| 25. Juni Scorecard | Leicester | Pakistan 206-8 (50)             | – | Südafrika 207-7 (49) |
|                    |           | Südafrika gewinnt mit 3 Wickets |   |                      |

Südafrika gewann den Münzwurf und entschied sich als Feldmannschaft zu beginnen. Als Spielerin des Spiels wurde Shabnim Ismail ausgezeichnet.
| 26. Juni Scorecard | Taunton | West Indies 204 (47.5)           | – | Australien 205-2 (38.1) |
|                    |         | Australien gewinnt mit 8 Wickets |   |                         |

Die West Indies gewannen den Münzwurf und entschieden sich als Schlagmannschaft zu beginnen. Als Spielerin des Spiels wurde Nicole Bolton ausgezeichnet.
| 27. Juni Scorecard | Leicester | England 377-7 (50)                        | – | Pakistan 107-3 (29.2/29.2) |
|                    |           | England gewinnt mit 107 Runs (D/L method) |   |                            |

Pakistan gewann den Münzwurf und entschied sich als Feldmannschaft zu beginnen. Als Spielerin des Spiels wurde Natalie Sciver ausgezeichnet.
| 28. Juni Scorecard | Derby | Südafrika      | – | Neuseeland |
|                    |       | Spiel abgesagt |   |            |

Das Spiel wurde auf Grund von Regenfällen abgesagt.
| 29. Juni Scorecard | Taunton | West Indies 183-8 (50)       | – | Indien 186-3 (42.3) |
|                    |         | Indien gewinnt mit 7 Wickets |   |                     |

Indien gewann den Münzwurf und entschied sich als Feldmannschaft zu beginnen. Als Spielerin des Spiels wurde Smirti Mandhana ausgezeichnet.
| 29. Juni Scorecard | Bristol | Sri Lanka 257-9 (50)             | – | Australien 262-2 (43.5) |
|                    |         | Australien gewinnt mit 8 Wickets |   |                         |

Australien gewann den Münzwurf und entschied sich als Feldmannschaft zu beginnen. Als Spielerin des Spiels wurde Chamari Athapaththu ausgezeichnet.
| 2. Juli Scorecard | Taunton | Sri Lanka 204-8 (50)          | – | England 206-3 (30.2) |
|                   |         | England gewinnt mit 7 Wickets |   |                      |

Sri Lanka gewann den Münzwurf und entschied sich als Schlagmannschaft zu beginnen. Als Spielerin des Spiels wurde Laura Marsh ausgezeichnet.
| 2. Juli Scorecard | Bristol | Neuseeland 219-9 (50)            | – | Australien 220-5 (48.4) |
|                   |         | Australien gewinnt mit 5 Wickets |   |                         |

Neuseeland gewann den Münzwurf und entschied sich als Schlagmannschaft zu beginnen. Als Spielerin des Spiels wurde Ellyse Perry ausgezeichnet.
| 2. Juli Scorecard | Derby | Indien 169-9 (50)          | – | Pakistan 74 (38.1) |
|                   |       | Indien gewinnt mit 95 Runs |   |                    |

Indien gewann den Münzwurf und entschied sich als Schlagmannschaft zu beginnen. Als Spielerin des Spiels wurde Ekta Bisht ausgezeichnet.
| 2. Juli Scorecard | Leicester | West Indies 48 (25.2)            | – | Südafrika 51 (6.2) |
|                   |           | Südafrika gewinnt mit 10 Wickets |   |                    |

Südafrika gewann den Münzwurf und entschied sich als Feldmannschaft zu beginnen. Als Spielerin des Spiels wurde Marzinne Kapp ausgezeichnet.
| 5. Juli Scorecard | Bristol | England 373-5 (50)          | – | Südafrika 305-9 (50) |
|                   |         | England gewinnt mit 68 Runs |   |                      |

England gewann den Münzwurf und entschied sich als Schlagmannschaft zu beginnen. Als Spielerin des Spiels wurde Sarah Taylor ausgezeichnet.
| 5. Juli Scorecard | Derby | Indien 232-8 (50)          | – | Sri Lanka 216-7 (50) |
|                   |       | Indien gewinnt mit 16 Runs |   |                      |

Indien gewann den Münzwurf und entschied sich als Schlagmannschaft zu beginnen. Als Spielerin des Spiels wurde Deepti Sharma ausgezeichnet.
| 5. Juli Scorecard | Leicester | Australien 290-8 (50)           | – | Pakistan 131 (50) |
|                   |           | Australien gewinnt mit 159 Runs |   |                   |

Australien gewann den Münzwurf und entschied sich als Feldmannschaft zu beginnen. Als Spielerin des Spiels wurde Elyse Villani ausgezeichnet.
| 6. Juli Scorecard | Taunton | West Indies 150 (43)             | – | Neuseeland 151-2 (18.2) |
|                   |         | Neuseeland gewinnt mit 8 Wickets |   |                         |

Neuseeland gewann den Münzwurf und entschied sich als Feldmannschaft zu beginnen. Als Spielerin des Spiels wurde Leigh Kasparek ausgezeichnet.
| 8. Juli Scorecard | Taunton | Pakistan 144 (46.5)              | – | Neuseeland 147-2 (15) |
|                   |         | Neuseeland gewinnt mit 8 Wickets |   |                       |

Pakistan gewann den Münzwurf und entschied sich als Feldmannschaft zu beginnen. Als Spielerin des Spiels wurde Hannah Rowe ausgezeichnet.
| 8. Juli Scorecard | Leicester | Südafrika 273-9 (50)           | – | Indien 158 (46) |
|                   |           | Südafrika gewinnt mit 115 Runs |   |                 |

Indien gewann den Münzwurf und entschied sich als Feldmannschaft zu beginnen. Als Spielerin des Spiels wurde Dané van Niekerk ausgezeichnet.
| 9. Juli Scorecard | Bristol | England 259-8 (50)         | – | Australien 256-8 (50) |
|                   |         | England gewinnt mit 3 Runs |   |                       |

England gewann den Münzwurf und entschied sich als Schlagmannschaft zu beginnen. Als Spielerin des Spiels wurde Katherine Brunt ausgezeichnet.
| 9. Juli Scorecard | Derby | West Indies 229-9 (50)          | – | Sri Lanka 142 (48) |
|                   |       | West Indies gewinnt mit 47 Runs |   |                    |

Sri Lanka gewann den Münzwurf und entschied sich als Feldmannschaft zu beginnen. Als Spielerin des Spiels wurde Anisa Mohammed ausgezeichnet.
| 11. Juli Scorecard | Leicester | West Indies 285-4 (50)                       | – | Pakistan 117-3 (24/24) |
|                    |           | West Indies gewinnt mit 19 Runs (D/L method) |   |                        |

Pakistan gewann den Münzwurf und entschied sich als Feldmannschaft zu beginnen. Als Spielerin des Spiels wurde Deandra Dottin ausgezeichnet.
| 12. Juli Scorecard | Taunton | Sri Lanka 101 (40.3)            | – | Südafrika 104-2 (23.1) |
|                    |         | Südafrika gewinnt mit 8 Wickets |   |                        |

Sri Lanka gewann den Münzwurf und entschied sich als Schlagmannschaft zu beginnen. Als Spielerin des Spiels wurde Dané van Niekerk ausgezeichnet.
| 12. Juli Scorecard | Bristol | Indien 226-7 (50)                | – | Australien 227-2 (45.1) |
|                    |         | Australien gewinnt mit 8 Wickets |   |                         |

Australien gewann den Münzwurf und entschied sich als Feldmannschaft zu beginnen. Als Spielerin des Spiels wurde Meg Lanning ausgezeichnet.
| 12. Juli Scorecard | Derby | England 284-9 (50)          | – | Neuseeland 209 (46.4) |
|                    |       | England gewinnt mit 75 Runs |   |                       |

England gewann den Münzwurf und entschied sich als Schlagmannschaft zu beginnen. Als Spielerin des Spiels wurde Natalie Sciver ausgezeichnet.
| 15. Juli Scorecard | Taunton | Australien 269 (48.3)          | – | Südafrika 210 (50) |
|                    |         | Australien gewinnt mit 59 Runs |   |                    |

Australien gewann den Münzwurf und entschied sich als Schlagmannschaft zu beginnen. Als Spielerin des Spiels wurde Ellyse Perry ausgezeichnet.
| 15. Juli Scorecard | Bristol | England 220-7 (50)          | – | West Indies 128-9 (50) |
|                    |         | England gewinnt mit 92 Runs |   |                        |

Die West Indies gewannen den Münzwurf und entschieden sich als Feldmannschaft zu beginnen. Als Spielerin des Spiels wurde Heather Knight ausgezeichnet.
| 15. Juli Scorecard | Derby | Indien 265-7 (50)           | – | Neuseeland 79 (25.3) |
|                    |       | Indien gewinnt mit 186 Runs |   |                      |

Neuseeland gewann den Münzwurf und entschied sich als Feldmannschaft zu beginnen. Als Spielerin des Spiels wurde Mithali Raj ausgezeichnet.
| 15. Juli Scorecard | Leicester | Sri Lanka 221-7 (50)          | – | Pakistan 206 (46.4) |
|                    |           | Sri Lanka gewinnt mit 15 Runs |   |                     |

Sri Lanka gewann den Münzwurf und entschied sich als Schlagmannschaft zu beginnen. Als Spielerin des Spiels wurde Chandima Gunaratne ausgezeichnet.

### Halbfinale
| 18. Juli Scorecard | Bristol | Südafrika 218-6 (50)          | – | England 221-8 (49.4) |
|                    |         | England gewinnt mit 2 Wickets |   |                      |

Südafrika gewann den Münzwurf und entschied sich als Schlagmannschaft zu beginnen. Als Spielerin des Spiels wurde Sarah Taylor ausgezeichnet.
| 20. Juli Scorecard | Derby | Indien 281-4 (42/42)       | – | Australien 245 (40.1/42) |
|                    |       | Indien gewinnt mit 36 Runs |   |                          |

Indien gewann den Münzwurf und entschied sich als Schlagmannschaft zu beginnen. Als Spielerin des Spiels wurde Hermanpret Kaur ausgezeichnet.

### Finale
| 23. Juli Scorecard | London (Lord’s) | England 228-7 (50)         | – | Indien 219 (48.4) |
|                    |                 | England gewinnt mit 9 Runs |   |                   |

England gewann den Münzwurf und entschied sich als Schlagmannschaft zu beginnen. Als Spielerin des Spiels wurde Anya Shrubsole ausgezeichnet.

## Statistiken
Während des Turniers wurden die folgenden Cricketstatistiken erreicht.
| WODIs            | WODIs      | WODIs   | WODIs   | WODIs   | WODIs   | WODIs   | WODIs   | WODIs   |
| Batting          | Batting    | Batting | Batting | Batting | Batting | Batting | Batting | Batting |
| Spieler          | Mannschaft | Spiele  | Innings | Runs    | Average | HS      | 100s    | 50s     |
| ---------------- | ---------- | ------- | ------- | ------- | ------- | ------- | ------- | ------- |
| Tammy Beaumont   | England    | 9       | 9       | 410     | 45,55   | 148     | 1       | 1       |
| Mithali Raj      | Indien     | 9       | 9       | 409     | 45,44   | 109     | 1       | 3       |
| Ellyse Perry     | Australien | 8       | 8       | 404     | 80,80   | 71      | 0       | 5       |
| Sarah Taylor     | England    | 9       | 9       | 396     | 49,50   | 147     | 1       | 2       |
| Poonam Raut      | Indien     | 9       | 9       | 381     | 42,33   | 106     | 1       | 2       |
| Bowling          |            |         |         |         |         |         |         |         |
| Spieler          | Mannschaft | Spiele  | Overs   | Wickets | Average | BBI     | 5W      | 10W     |
| Dané van Niekerk | Südafrika  | 7       | 43.2    | 15      | 10,00   | 4/0     | 0       | 0       |
| Marizanne Kapp   | Südafrika  | 7       | 56.3    | 13      | 19,38   | 4/14    | 1       | 0       |
| Kristen Beams    | Australien | 7       | 65.0    | 12      | 22,16   | 3/23    | 0       | 0       |
| Anya Shrubsole   | England    | 9       | 65.4    | 12      | 25,33   | 6/46    | 1       | 0       |
| Deepti Sharma    | Indien     | 9       | 78.4    | 12      | 30,83   | 3/47    | 0       | 0       |